# Библиотека будущего
Библиотека будущего (норв. Framtidsbiblioteket) — общественный арт-проект шотландской художницы Кэти Патерсон, стартовавший в 2014 году и рассчитанный на 100 лет. Каждый год в течение века один из крупных современных писателей передаёт проекту свой новый роман. Собранные таким образом произведения будут опубликованы в 2114 году.
Проект был задуман Кэти Патерсон летом 2014 года. Для его реализации был учреждён специальный фонд, проект поддержан администрацией столицы Норвегии, города Осло. Проект был разработан по заказу города для так называемого «Медленного пространства» общественного искусства, которое создается на территории бывшего порта.
Рукописи будут храниться в специально оборудованном зале нового здания публичной библиотеки Осло, в районе Бьорвика. Список сочинений будет отображаться на дисплее, но рукописи не будут доступны для чтения.
Комитет фонда ежегодно отбирает нового автора на основе критериев «выдающегося вклада в литературу или поэзию и возможности захватить воображение настоящего и будущих поколений».
Умберто Эко и Тумас Транстрёмер, оба скончавшиеся в 2016 году, ранее считались потенциальными участниками проекта. Все остальные авторы, с которыми общалась Патерсон, приняли приглашение.
Тысяча сосен была высажена в лесном массиве Нордмарка, в 2114 году они пойдут на изготовление бумаги для печати получившейся антологии ограниченным тиражом в 1000 экземпляров. Сертификаты на приобретение антологии были распроданы по цене 625 фунтов стерлингов.
| Планируемая дата завершения проекта «Библиотека будущего» ожидается через 88 лет 9 месяцев 26 дней.: 11,6 % завершено |  |
| \| \| \| |  |
| |  |

## Участники проекта
- 2014 — Первым автором, присоединившимся к проекту стала Маргарет Этвуд, в мае 2015 года она передала рукопись романа «Летописец Луны» (англ. Scribbler Moon).
- 2015 — Вторым участником стал писатель Дэвид Митчелл, который в мае 2016 года передал рукопись романа «Я источаю то, что вы называете временем» (англ. From Me Flows What You Call Time)[9][10]. Это единственная книга из Библиотеки будущего о которой известно хоть что-то: Дэвид Митчелл "случайно" упомянул деталь, что в его книге цитируются слова из песни «Here Comes the Sun», которая, к моменту выхода книги перейдет в общественное достояние[11].
- 2016 — Третьим участником проекта стал исландский писатель Сьон Сигурдссон, который в мае 2017 года передал библиотеке рукопись своего романа под названием «Как мои брови касаются туник ангелов или падающей башни, американских горок, вращающихся чашек и других инструментов поклонения постиндустриальной агротехники» (англ. As My Brow Brushes On The Tunics Of Angels or The Drop Tower, the Roller Coaster, the Whirling Cups and other Instruments of Worship from the Post-Industrial Age).
- 2017 — Четвертым участником проекта стала турецкая писательница Элиф Шафак с романом «Последнее табу» (англ. The Last Taboo).
- 2018 — Пятой к проекту присоединилась южнокорейская писательница Хан Ган с романом «Дорогой сынок, мой любимый» (англ. Dear Son, My Beloved)[12].
- 2019 — Шестым участником стал норвежский писатель Карл Уве Кнаусгор с романом «Слепая книга» (англ. Blind Book).
- 2020 — Седьмым участником стал американский писатель вьетнамского происхождения Оушен Вуонг с романом «Король Филипп» (англ. King Philip).[13].
- 2021 — Восьмым участником стала писательница из Зимбабве Цици Дангарембга с романом «Нарини и её ослик» (англ. Narini and Her Donkey)[14].
- 2022 — Девятым участником стала немецкая писательница Юдит Шалански с романом «Пух и Осколки: Хроника» (англ. Fluff and Splinters: A Chronicle)[15].
- 2023 — Десятым участником стала мексикано-американская писательница Валерия Луиселли с романом «Сила Резонанса» (англ. The Force of Resonance)[16].
- 2024 — Одиннадцатым участником стал американский писатель Томми Ориндж[17].

## Критика
Ричард Фишер из BBC Future написал об этом произведении искусства, похвалив его за продвижение долгосрочного взгляда и побуждение к размышлению об ответственности за то, чтобы оставить что-то позитивное для будущих поколений. Однако проект был встречен и критикой. Мозе Гальперин сравнил проект с фильмом Джона Малковича «100 лет» и альбомом Once Upon a Time in Shaolin группы Wu-Tang Clan. Он критикует все три проекта (в разной степени) за то, что они превращают искусство в эксклюзивный товар. Хотя он ценит серьезность, с которой «Библиотека будущего» подходит к долгосрочным проблемам, он критикует её эксклюзивность из-за малого запланированного тиража и высокой розничной цены. Пропуск нескольких поколений до публикации произведений — интересная концепция, но исключение более бедных социальных слоев — нет. Таким образом, проект в конечном итоге создаёт менее оптимистичную перспективу будущего, чем предполагалось, а именно ту, в которой стоит жить только богатым людям. Ричард Фишер возражает: хотя арт-проект в определённой степени противоречит цели библиотеки — сделать литературу доступной как можно большему числу людей, «Библиотека будущего» предлагает выгоду, выходящую за рамки непосредственной доступности литературы. Вопреки распространённому мнению, что для того, чтобы принести пользу будущим поколениям, нужно обойтись без благ сегодня, «Библиотека будущего» предлагает удовольствие как в будущем, так и в настоящем. Посещение «Библиотека будущего» похоже на проход через портал в другой мир. Вокруг библиотеки сформировалось местное сообщество, которое рассматривает проект как большое местное достояние.